# Rechin alb
Rechinul alb (Carcharodon carcharias), cunoscut și drept marele alb, marele rechin alb sau moartea albă, este probabil cea mai faimoasă specie de rechini. Aparține unei familii de rechini cunoscuți drept înotători rapizi numiți rechini mackerel și este cel mai mare carnivor de pe pământ, din zilele noastre, în afară de cei care se hrănesc cu plancton, cum ar fi balena.
Rechinul alb este în principal cunoscut datorită dimensiunilor sale, indivizii maturi ajungând până la 6,4 metri în lungime (deși au fost publicate rapoarte despre rechini albi cu o lungime de 8 m, și o greutate de 3324 kg). Strămoșii lui erau de trei ori mai mari și aveau dinți de 16 cm.
În afară de petele albe și de mărime , rechinii albi pot fi identificați după forma dinților lor, asta dacă cineva are curajul de a se apropia atât de mult. Dinții de pe falca inferioară sunt folosiți pentru a apuca și ține prada. Dinții în formă triunghiulară de pe falca superioară sunt folosiți pentru a sfâșia. În spatele acestui șir de dinți se află multe alte șiruri. Atunci când un dinte din față este pierdut el este imediat înlocuit de un dinte din șirurile celelalte.
Se cunoaște foarte puțin despre modul de reproducere al rechinului alb. Recent a fost examinată o femelă însărcinată. Sezonul reproducerii este necunoscut. Se pare a fi perioada primăvară-vară. Se credea că o femelă face cam doi pui, dar s-a descoperit că numărul acestora este cuprins între 9 și 11. Nașterea nu a fost niciodată văzută sau studiată. Rechinii albi sunt ovovipari, ceea ce înseamnă că ei poartă ouă în interiorul corpului lor până când puii sunt născuți. Aceștia sunt născuți vii, perfect formați și pregătiți de a vâna. Puii rechinului alb pot avea 1,4 metri și sunt dotați cu o dantură completă.
Fiind un pește cu o rază mare de acțiune, rechinul alb trăiește atât în Oceanul Pacific cât și în oceanele Atlantic și Indian, de la tropice până la cercurile polare. Acest rechin este găsit de obicei în apele adânci ale platformei continentale.
Ochii rechinului sunt formați pentru vederea diurnă și majoritatea atacurilor le dă în timpul zilei. Oamenii îl consideră unul din cei mai periculoși rechini datorită mărimii sale, comportamentului agresiv și obiceiului de a înota și în apele mai puțin adânci în căutare de hrană. Scufundători și înotători au fost atacați de acest rechin. Unii scufundători au afirmat că este o creatură timidă care fuge la apropierea omului.
Este un prădător lacom și de temut. Prada sa constă într-o largă varietate de pești osoși, alți rechini, păsări de mare, broaște țestoase de mare, mamifere marine cum ar fi focile, leii de mare, vidrele și altele. Strategia sa constă într-un atac surprinzător și rapid din spate, provocând o rană mare. Cel atacat de cele mai mule ori moare datorită traumei sau a pierderii de sânge, însă mușcăturile pot fi și superficiale sau plasate greșit pe corpul prăzii, îngăduindu-i să supraviețuiască atacului și să scape doar cu câteva cicatrici.
Numărul de rechini albi a scăzut în ultimul timp astfel încât ocrotirea acestui animal a devenit o nouă preocupare. Până acum California, Africa de Sud și Australia au dat legi care ocrotesc aceste fascinante animale de a fi vânate irațional. Să sperăm că mai multe națiuni își vor uni forțele pentru a proteja marele rechin alb astfel încât oamenii de știință să-i poată studia comportamentul unic și fascinant.

## Distribuție și habitat
Rechinul alb trăiește în aproape toate apele de coastă și din apropierea țărmurilor cu temperaturi între 12 și 24 °C (54 and 75 °F), cu densități superioare în apele de lângă Statele Unite, Africa de Sud, Japonia, Oceania, Chile și din Marea Mediterană, incluzând Marea Marmara și Strâmtoarea Bosfor. Una dintre cele mai dense populații de rechini albi cunoscute se găsește în jurul Insulei Dyer, Africa de Sud. 

## Anatomie și caracteristici fizice
Rechinul alb este dotat cu un bot robust, mare și conic.  
Mărime
La rechinii albi este prezent dimorfismul sexual, femelele fiind în general mai mari decât masculii. Masculii măsoară în medie între 3.4 m și 4 m (11 to 13 ft), în timp ce femelele 4.6 to 4.9 m (15 to 16 ft).

### Articole și știri
- Ocean Portal: Great White Shark, "Cool Stuff," Life and Natural History, Science, Human Connections, and Educator Resources by The Smithsonian Institution, 2010
- Great White Shark: Fact File from National Geographic
- Most Complete Great White Fossil Yet by National Geographic
- Great White Shark Filmed Breaching at Night by National Geographic
- In-depth article: Shark's Super Senses from the PBS Ocean Adventures site
- Are great whites descended from mega-sharks? from LiveScience
- "Great White Sharks – The Truth" by documentary maker Carly Maple – Australian focus
- White Shark Biological Profile from Florida Museum of Natural History
- Great White Shark (Carcharodon carcharias) – Legal Status
- Leviathans may battle in remote depths from Los Angeles Times
- Article on largest Great Whites Recorded
- Huge great white cruises off busy beach

### Fotografii
- ARKive – Images and movies of the great white shark, Carcharodon carcharias Arhivat în 22 aprilie 2006, la Wayback Machine.
- Photo Gallery: Great White Sharks from National Geographic
- Pictures of great white sharks
- TOPP, Tagging of Pacific Predators Arhivat în 29 septembrie 2007, la Wayback Machine., a research group that tags and studies the habits and migration of the white shark.

### Video-uri
- Nature's Perfect Predator – Great White Shark from Discovery Channel
- White Shark Cage Dive in Gansbaai, South Africa pe YouTube
- Riding a Great White[nefuncțională]
 from Discovery Channel
- Wild – The Whale That Ate Jaws pe YouTube (This video is about a documented interaction of an Orca with an inexperienced white shark)